# Black Is Black
Black Is Black è il singolo d'esordio del gruppo musicale rock spagnolo Los Bravos, prodotto da Ivor Raymonde, scritto da Maxton Grainger, Tony Hayes e Steve Wadey e pubblicato nel 1965 dalla Decca Records.
Il singolo ha raggiunto la seconda posizione nel Regno Unito, la numero quattro negli Stati Uniti, e la prima posizione in Canada. 
Grazie al successo della canzone, i Los Bravos divennero il primo gruppo rock spagnolo a riscuotere un successo internazionale. 
Nel 1986 la canzone venne ripubblicata in una versione remix.

## Cover
La canzone è stata oggetto di varie cover da parte di altri artisti.
- Nel 1966 il cantante Johnny Hallyday ne ha realizzato una versione in lingua francese, intitolata "Noir c'est noir", che raggiunse la prima posizione della classifica francese per sette settimane.[5]
- Nel 1966 Ricky Shayne ne incide una versione italiana dal titolo Di me cosa ne sai?, testo di Franco Migliacci (Arc, AN 4106), inserita nella raccolta I grandi successi originali del 2002 (RCA Italiana, 74321861052 (2)).
- Sempre nel 1966 i Mat 65 incidono la versione italiana dal titolo "Ma che ne sai", testo di Franco Migliacci (Ri-Fi, RFN NP 16173), inserita nella raccolta Arrivano i Mat 65 (On Sale Music, 52 OSM 072), del 2004.
- Nel 1976 Cerrone ne realizza una versione discomusic.
- Un'altra cover disco è stata realizzata dal trio francese Belle Époque nel 1976, e questa versione ha raggiunto la seconda posizione della classifica britannica,[6] e ha raggiunto la prima posizione della classifica australiana l'anno successivo.
- Nel 1983 il cantante australo-americano Rick Springfield ne ha inserito una personale versione nell'album Success Hasn't Spoiled Me Yet.[7]
- Nel 1986 fu pubblicata una versione remix del brano originale, mentre nel 1987 un'ennesima versione è stata incisa dal gruppo musicale austriaco Joy.
- In Italia, nel 1994, ne è stata incisa una versione da Francesca Pettinelli, inserita nella compilation Non è la Rai novanta5 e più volte interpretata durante il programma televisivo Non è la RAI.[8]
- Nel 2005 Giuliano Palma & the Bluebeaters pubblicano una versione del brano nel loro terzo album Long Playing.
- Nel 1996 il gruppo spagnolo LA UNIØN ne ha fatto una cover ed un remix, nell'album Hiperespacio.

## Tracce
1. Black Is Black (Grainger, Hayes, Wadey) – 2:55
2. I Want a Name (Dias, Raymonde) – 2:38

## Classifiche
| Classifica (1966)                   | Posizione raggiunta |
| ----------------------------------- | ------------------- |
| Classifica dei singoli canadese     | 1                   |
| Classifica dei singoli britannica   | 2                   |
| U.S. Billboard Hot 100 Chart        | 4                   |
| U.S. Cash Box Top 100 Singles Chart | 3                   |